# Paroster sharpi
Paroster sharpi är en skalbaggsart som beskrevs av Watts 1978. Paroster sharpi ingår i släktet Paroster och familjen dykare. Inga underarter finns listade i Catalogue of Life.